# Chanel Oberlin
Chanel Oberlin es el personaje principal de la serie de slasher y comedia, Scream Queens. Es interpretado por Emma Roberts.

## Biografía
Chanel Oberlin era la presidenta de la hermandad Kappa Kappa Tau y líder del grupo más solicitado de la Wallace University, Chanel junto a sus secuaces Chanel #2, Chanel #3, Chanel #5 e incluida posteriormente Chanel #6.
Chanel tenía una relación con Chad Radwell, un estudiante de psicología y líder de los Dickie Dollar Scholars, que la engañaba constantemente.

## Personalidad
Chanel es divertida a su manera, malvada, caprichosa, popular y muy a la moda. Toda su vida lo único que deseo fue ser presidenta Kappa, y tener un maravilloso novio.
Chanel usa mucha ropa de marca Moschino, como es una chica a la moda, siempre tiene que estar vestida impecablemente, con perfectas combinaciones y perfecto peinado. Su ropa usualmente viene en colores pasteles y con piezas, glamurosas y de época. Con su atuendo, se puede percibir que le gusta destacar y tener toda la atención sobre ella.

## Apariciones

### Piloto
Al principio del episodio, Chanel Oberlin se presenta a sí misma, a sus secuaces y su reinado en la hermandad de mujeres KKT, cuando la decana Munsch cree que fue la responsable de quemar a antigua líder de Kappa, Melanie Dorkus. Para ser la líder, entonces Munsch hace un plan para acabar con el reinado de Chanel en KKT. Gigi Caldwell llega a la habitación, presentándose como abogada y diciendo que Cathy no puede revocar la carta. Chanel se queja de que la carta no deba ser revocada debido a sus planes de convertirse en una presentadora de noticias (esto se debe a que todas las presidentas de KKT han logrado llegar a ser presentadoras). Le da excusas a Gigi para volver a la Casa Kappa, pero antes de que se vaya, Chanel amenaza a Cathy que ella no «lucha justo». Sin el conocimiento de Chanel, Cathy y Gigi discuten un nuevo plan, en lugar de revocar la carta, decidieron permitir que cualquier chica pueda entrar en la hermandad de Chanel, Esto hace que Chanel se enfurezca por la decisión de Cathy.
También se encuentra con su ex acosador, Pete Martínez y una de las nuevas integrantes Grace Gardner. Por la noche, Chanel encuentra una falta de respeto «collage espeluznante» de parte de la Sra. Bean hacia Chanel y enfrenta a la criada, obligando a sus esbirros y los nuevos integrantes de seguir su ejemplo en la cocina, de continuar con su broma. Desconociendo para Chanel, que Hester encendió la freidora, cuando Chanel decidió ahogara la Sra. Bean en la freidora, revelando que ella está sufriendo de quemaduras graves y finalmente muere. Grace deja la cocina, y va a buscar a la policía cuando Chanel amenaza con echar la culpa a ella, y ni siquiera tener relación con Las Chanels y las nuevas (excluyendo a Zayday Williams) para tomar su lado. Toman el cuerpo de la Sra. Bean y lo almacenan en un congelador, donde Chanel jura a las integrantes guardarlo en secreto. Sin embargo cuando Grace le dice a Pete de ello, deciden investigar el cuerpo, pero Chanel y Chad llegan a la sala de almacenamiento y descubre que el cuerpo ha desaparecido, haciendo creer a Chanel que la Sra. Bean todavía está viva.
Pero cree que hay alguien que juega con ella, ella y sus hermanas Kappa tiene un juramento de sangre, donde Chanel #2 revela que ella se hizo hincapié en que se va a quedar atrapadas por las autoridades y decidió abandonar y volver a casa, pero mientras que empaca ella es asesinada por Red Devil. Si bien en su dormitorio, Chanel descubre su ventana del dormitorio abierta y se va a cerrarla, cuando ella oye a Chanel #3 y Chanel #5 gritando en el descubrimiento horripilante de cuerpo Chanel #2. Chanel se apresura y cree que la Sra. Bean está tomando venganza, pero se niega a llamar a la policía por su «intento de asesinato». Pero las nuevas integrantes han llegado para el inicio de la «Semana de Infierno» y el comienzo de su novatada, pero Grace se niega a permitir que ninguna de las chicas para conseguir Hazed y Chanel se la lleva a la Barista a «limar sus diferencias», mientras que Chanel #5 se hace cargo de la novatada y excava las nuevas hasta el cuello en el suelo, pero mientras que el Chanel #3 y Chanel #5 son de distancia, la cabeza de Tiffany es decapitada con una cortadora de césped por Red Devil.

### Hell Week
Después de terribles acontecimientos de la noche anterior, Gigi anuncia que ella es la contratación de un guardia de seguridad para proteger a las niñas, sin embargo Las Chanels todavía tienen que deshacerse del cuerpo de Chanel #2 antes del hallazgo de la guardia de seguridad. Al discutir un plan para deshacerse del cuerpo, Hester entra y revela su interés por la «muerte» y la forma de deshacerse del cuerpo correctamente, sin embargo Chanel ignora su ayuda y decide tomar cuerpo de Chanel #2 en el congelador. Gigi a continuación, introduce la nueva guardia de seguridad, Denise Hemphill a las chanels, quien tiene métodos más extraños en la protección de las niñas contra el asesino. Las Chanels luego continúan su reinado de terror como el continuar «la semana infierno» para las nuevas integrantes. Ellos hacen que las chicas limpien el piso de la casa de hermandad con los cepillos de dientes, pero Chanel es infeliz con Zayday por su falta de esfuerzo para utilizar el jabón, pero Grace ofrece para conseguir un poco desde el sótano, lo que la hizo descubrir una puerta secreta bloqueada, pero ella se detiene por Chanel #5. Grace luego regresa para investigar la puerta secreta, y descubre la misma bañera que Sophia murió durante un flashback 1995 al dar a luz y durante una fiesta de Kappa. Sin embargo Chanel la coge y le revela que es donde Kappa «mantiene sus secretos más oscuros» y cuenta la historia de su Sofía, y también que Cathy sabía de la muerte y para los 1995 hermandad. Pero ella no sabe si la historia era un mito urbano.
Si bien tener relaciones sexuales con Chad, ella comienza a darse cuenta de que es tiene una falta de simpatía por ella y rompe con él (que él no está contento, comentando que él rompe y nunca se objetó de dumping) y le ordena que se vaya, volviendo de nuevo a su fraternidad, donde su compañero de piso Boone revela su malestar hacia el asesino corriendo por el campus y pide que compartir la cama con Chad. Chanel se acerca a la fraternidad a pedir disculpas a Chad, pero entra en ellos compartir la cama juntos y cree que Chad es gay, pero Chad revela que Boone estaba asustado del asesino y no decirle a nadie que Boone es gay. Sin embargo Chanel pega a romper con él, pero Chad afirma que ha roto con ella, provocando Chanel para dejar en la ira. Al día siguiente, mientras que al barista de las Chanels discuten nuevas formas de torturar a los compromisos, hasta que Boone se acerca y le pregunta Chanel que le digas a nadie que es gay porque él conseguirá expulsado del dólar estudiosos y también amenaza de que si ella lo dice o si alguien se entera de que va a unirse a la Kappa Kappa Tau (ya que cualquiera puede unirse ahora), pero Chanel # 5 está furioso con el anuncio de Boone, mientras que Chanel ve como lejos para ser famoso si ella se convirtió en la primera persona para permitir que un chico gay en la hermandad femenina, a pesar de las súplicas de Chanel # 5 para no permitir que suceda. Más tarde esa noche, Chanel sigue haze las chicas pero escribir obscenidades boca abajo, hasta que llega a Zayday y revela que ella necesita para recuperar blanco eye-liner de su habitación.
Minutos más tarde, Chanel grita corriendo por las escaleras que revelan que el Diablo Rojo trató de matarla, pero Denise les dice que no ir arriba a atrapar al asesino, pero ir arriba de todos modos (desconocido para ellos, el asesino no está en la casa y mata a compañero de trabajo de Denise, Shondell), mientras que las niñas descubren grafiti, el asesino dejó diciendo: «LAS PERRAS MORIRÁN» haciendo que todas las chicas griten con horror.
Si bien tener la cena, las chicas se sienten abrumadas con la paradoja y se acusan mutuamente de ser el asesino, sin embargo Chanel revela que las niñas se necesitan para mantener la tradición de la casa Kappa y respetarse mutuamente como hermanas. Chad y Denise se ejecutan en la habitación, que revela que el asesino mató Shondell y Boone (sin embargo, se reveló que Boone fingió su muerte, con la ayuda del Diablo Rojo).
Chanel Oberlin y Chanel # 5 están en la discusión del congelador después de que el cuerpo de Chanel # 2 no se encuentra. Chanel # 5 explica que ella se aburría y se fue a la nevera para encontrar el cadáver de #2 desapareció. Ella también dice que la noche anterior tenía un «trío increíble», con dos hermanos gemelos de los Dodger y Roger, y ella prefiere tener sexo con ellos que tratar de descubrir quién es el asesino. #1 se sorprende cuando # 5 dice que no le importa lo que le pasó a #2, porque eso es problema de #1, y cuando la gente comienza a darse cuenta de que ella no se encuentra van a empezar a husmear sobre Kappa Kappa Tau. Después de Chanel #5 sale de la habitación congelador, #1 grita que va a destruirla.
Chanel es visto más tarde cuando ella se acerca a Chad mientras todo el mundo se ve caminando con velas hacia el campus de la noche, porque Dean Cathy Munsch tiene un anuncio. Ella habla con él sobre Boone, preguntando cómo está levantando, y Chad responde diciendo lo que él es, obviamente, molesta, y luego, cuando Chanel intenta volver con él otra vez, revela que aún no quiere salir con alguien que es el presidente de una hermandad lleno de monstruos y perdedores. Más tarde se ve cuando Dean Munsch presenta la nueva Universidad Wallace mascota, Coney. Después de Hester entra en el armario de Chanel y comienza a intentar en algunas de sus ropas, Chanel interrumpe ella se siente como si Hester ha violado su «armario vag». Hester le pregunta si Chanel Karl Lagerfeld es su tío y que cada año se vuelve a surtir este armario. Chanel le asegura que él no es su tío real pero solo se llama su tío debido a su mamá y su relación. Hester quería saber todo sobre él. Ella expresa lo mucho que quería ser una chica de moda, pero la tragedia. Chanel le pregunta si es por eso que está en ese cuello ortopédico. Hester lo niega y admite que es porque ella tiene escoliosis severa que atrofia su crecimiento, entonces ella susurra al Chanel que ella es su tamaño. Chanel luego tuvo una brillante idea vino a su mente, ella pensado en hacer Hester sobre lo que habría uno menos «desastre» dentro de la casa Kappa.
Chanel más tarde introduce Hester como «Chanel # 6» a las otras chicas, y se ven sorprendidos. Chanel # 5 se enoja y dice que ella no puede convertir una prenda en un Chanel, pero # 1 dice que ella se está quedando sin esbirros ahora que dos Chanels están muertos. Chanel # 5 se vuelve aún más asustado y dice que no va a tolerar esto, porque # 1 tiene ningún respeto por cualquiera de los miembros de Kappa y las reglas de la casa, por lo que no merece ser presidente, y Zayday está de acuerdo con ella. Gigi Caldwell y la Decana Cathy Munsch entrar a la casa y dicen que se están moviendo en mantener un ojo sobre ellos, sorprendiendo a Chanel. Al final del episodio, Chanel tiene miedo después de Gigi fue atacada por Red Devil.

### Haunted House
El episodio comienza con Chanel hablando de «Chanel-O-Ween», donde ella da a sus fanes de Instagram presenta para Halloween. Algunas imágenes muestran las niñas que reciben su presente con sus reacciones siendo filmados. Algunos de los regalos incluyen una caja llena de sangre, una caja de polillas y las manzanas rosadas. Chanel incluso visita un fan llamada Susan, que siempre publica vídeos tristes de su línea, cuando llega a su casa Susan llora de felicidad. Más tarde, después de Chanel revisa la calabaza que Los Chanels y promesas talladas, Zayday Williams anuncia sus intenciones de postularse a la presidencia de Kappa Kappa Tau contra Chanel. Esto hace Chanel enojado y ambos comienzan a luchar, con Chanel amenazando con destruir su reputación. Chanel es visto más tarde en su armario afilar cuchillos, muy triste porque su lugar en la casa Kappa quizá sea sobre si Zayday gana. Chanel # 5 y Chanel # 3 comodidad ella dándole la idea de hacer una fiesta en un parche de calabaza embrujada que elevará dinero para el deceso «lengua vellosa negro», por lo que esto hará que todo el mundo vote por Chanel en las elecciones. Esto hace # 1 muy agradecidos y los tres comparten un abrazo.
Después de dar las invitaciones para la fiesta # 1, # 3, # 5, y Hester comienzan a comer bola de algodón, para que no aumente de peso. Chanel se cansa de eso y sugiere que ir a buscar un poco de pizza, que están de acuerdo las otras chicas, pero un tipo llamado Tommy interrumpe ellos preguntando cuál de ellos le gustaría ser su disfraz para Halloween, y dice que él va como «Amigo Tener Impresionante Sex With You». Las niñas comienzan a enojarse y su amigo Rick se une a la conversación y dice que Tommy sólo estaba tratando de decirles que se ven caliente. Chanel Oberlin defender su grupo diciendo que la cultura que dice que está bien que un hombre para objetivar una mujer por su apariencia es la misma cultura que presiona a las niñas a tener trastornos de la alimentación.
Tommy dice que si ella está tratando de decir que él es el responsable de que se vean sexy luego lo deben agradecer. Chanel compara su actitud con la del diablo rojo, y más tarde Chanel # 3 pide sarcásticamente que si él va a llamarlos «cariño», y él responde que lo hará porque es la clase de su movimiento de la firma. Hester se enoja y dice: «Bueno, ¡esto es mío!» y le da una patada entre las piernas, por lo que # 1 sorprendido. Rick quiere defender Tommy pero Chanel # 5 le hace tropezar. Tommy llama Hester una perra, y Chanel # 1 le da un puñetazo en la cara a cambio. Tener los dos chicos en el suelo que sufre de dolor, las chicas empiezan a patadas y tirar basura en ellos hasta que se cansan. Al final del episodio, Chanel está presente cuando todo el mundo discute el secuestro de Zayday en la casa Kappa, y más tarde los gritos falsos cuando anuncian que el cadáver de Sra. Bean fue encontrado en la casa de Shady Lane. Más tarde, cuando Grace sugiere buscar Zayday, Chanel rechaza la idea y Grace le dice que ella la hace muy difícil no pensar que ella es la asesina. Las chicas más tarde ir y preparar todo para la fiesta de la calabaza de Chanel.

### Pumpkin Patch
Las Chanels son muy emocionado de conocer a la persona que va a organizar la fiesta de corrección de la calabaza de Chanel para ella Kappa Kappa Tau campaña presidencial, que también organizó de Chanel dulce dieciséis. Más tarde se introduce Acantilado Woo a las niñas y comienza explicando la fiesta con un modelo a escala. Chanel da cuenta de que se preparaba un laberinto de maíz para la fiesta, pero ella pidió una réplica exacta del laberinto de la película El Resplandor. Acantilado explica que la razón por la que lo hizo un laberinto de maíz en lugar del laberinto de la película fue porque costaría más dinero. Enojado, Chanel aclara que ella es muy rica y el dinero no es un problema para ella, por lo que exige el laberinto que quería de inmediato. Acantilado tarde sale de la habitación para preparar el nuevo laberinto.
Chanel pregunta a los otros Chanels sobre la música que contrató para su fiesta, Hester Ulrich recibe Maroon 5 y Chanel # 3 consigue Fergie y accidentalmente también contrató a Sarah Ferguson (Sarah Ferguson) para asistir a la fiesta. # 5 no está en condiciones de contratar a Led Zeppelin como invitados musicales para el partido debido a que uno de ellos murió y # 1 comienza a gritarle diciendo que ella es todo culpa suya y que está cansado de sus excusas. Las otras chicas después siguen # 1 a su armario, donde se les presenta sus disfraces de Halloween, las esposas de los presidentes caídos.
Chanel #5 dice que va a ir a la corrección de la calabaza como Mary Todd Lincoln, porque ella tiene más probabilidades de terminar en un asilo porque es un loco psicópata. #5 se pone muy enojado y grita que ella no puede soportarlo más, que se realiza con Chanel. #1 no cree que es el sentido de sus palabras, porque # 5 ha dicho varias veces en el pasado que se hace con Chanel y sin embargo ella está siempre allí de pie a su lado. #1 pone un ultimátum, ya sea ella va como Mary Todd Lincoln a la fiesta de Halloween ella puede empacar sus cosas y se van. # 5 decide irse, dejando a Hester diciendo a Chanel que ella no merece ser tratada de la manera # 5 lo hizo. Más tarde aparece al decano Cathy Munsch anunció que la escuela estará cerrada para Halloween y cualquier estudiante será capaz de salir de sus casas, y Chanel se enoja porque su partido huerto de calabazas ha terminado. Después de escuchar el discurso de Chad sobre el coraje, le echa la culpa de la decisión de Dean Munsch de cancelación de Halloween y se complementa con los pechos de Hester para ponerla celosa.
Chanel no permitirá que Dean Munsch cancelar Halloween y su fiesta de revisión de calabaza, por lo que cambia su partido al 1 de noviembre a las 00:01. Posteriormente, el detective Chisolm interrumpe una clase donde Chanel Oberlin está «tomando» un examen de anunciar que ha sido arrestado por el asesinato de la Sra Agatha frijol. Más tarde se la lleva al coche de la policía, donde ella ve Los Chanels y Jennifer y se da cuenta de que tal vez su vuelta. En la cárcel, se hace amiga con Millie, Eva y María. A la hora del almuerzo, Millie revela que Chanel le envió el mayor regalo para Chanel-o-ween año pasado, antes de matar a un empleado de la gasolinera, que era un alimento amputada falso lleno de caramelos de goma. Millie procede a decir que ella es mayor fan Instagram de Chanel, y la complementa diciendo que ella es un genio de estilo, lo que hace Chanel contenta. Millie también dice que las amistades verdaderas son las que se hacen dentro de la prisión. Chanel agradece a las tres mujeres por su amabilidad, y sugiere que «besties para la vida». Un guardia de seguridad cárcel interrumpe la conversación para decir que la fianza de Chanel se ha pagado y ahora está libre. Chanel se levanta de la mesa de las chicas están comiendo el almuerzo y dice «Más tarde, perdedores», dejando a Millie, María y Eva realmente sorprendido y ofendido. Chanel # 3 y Sam van a rescatar Chanel de la cárcel y Chanel dice que son verdaderos amigos, y que es hora de vengarse de Chanel # 5.
Cuando Chanel vuelve a la casa, ella descubre que # 5 está usando su disfraz de Halloween, Jackie Kennedy. #1 comienza gritando que Hester le dijo que # 5, dijo que iba a convertirla en por matar a la Sra Bean. Chanel # 5 dice que Hester le tendió una trampa, pero #1 no se lo cree. Chanel dice que si # 5 quiere el perdón, ella tiene que salir durante la noche para preparar el partido huerto de calabazas que se celebrará no importa lo que dijo Dean Munsch. #5 no quiere hacerlo, porque el asesino será obviamente fuera, pero #1 dice que si ella no lo hace entonces ella mostrará sus novios Dodger y Roger el video que ella tiene de # 5 tocarse viendo Dora la Exploradora, revelando que ella estaba cámaras por todas partes. Más tarde, Chanel ha comenzado la votación para Kappa sin Zayday y Grace. Zayday entonces bustos en arrojó la habitación y revela que el Diablo Rojo la secuestró y la puso en un pozo y también revelan que el Diablo Rojo la preparó una cena pero se escapó una vez que ella lo apuñaló en la mano con un tenedor. Gracia entonces entra y abrazo Zayday, pero Chanel luego dice que es hora de votar.
Seven Minutes in Hell
Las hermanas Kappa Kappa Tau están votando para elegir quién será el nuevo presidente de la hermandad de mujeres, Chanel y Zayday Williams. Cuando Jennifer revela que es un empate, Chanel se enoja y culpa a Chanel #5 para ella, llamándola extraño y un idiota por no garantizar que iba a ganar la elección, por lo que # 5 sorprendido y un poco triste. Después de Chanel deja a su armario, # 5 y # 3 la siguen sólo para descubrir que ella estaba actuando porque quería Zayday por ganar que podría ser Red Devil objetivo principal ahora, pero ahora que ambos son sus copresidentes plan funcionó aún mejor. # 5 # 1 pregunta si lo que ella le dijo era falso también, pero # 1 dice que parte era real. # 3 pregunta sorprendido si todo el asunto corrección de la calabaza era un plan para salvar su propia vida, lo cual es cierto. # 1 a # 3 dice que ella no debería juzgar ella por su plan, porque todos saben que ella sólo habla con Sam porque ella piensa que tiene habilidades de karate. # 3 dice que ella realmente le gusta hablar con Sam, pero Chanel dice que si ella va lesbianas que no creo que deberían tener relaciones sexuales con promesas, lo que hace # 3 loco. Los tres más tarde volver a la sala de estar para Chanel puede dar Zayday la llave de la sala de almacenamiento, que oculta secretos más oscuros de Kappa. Al día siguiente, Zayday decidió tener una fiesta de pijamas en la casa como su primera orden como copresidente. Chanel no le gusta la idea, pero se enfrenta a # 3 # 1 diciendo que va a pasar, para convencer a la mayoría de las chicas de votar a favor.
Chanel y Hester durante el Kappa fiesta de pijamas. Cuando el partido de sueño comienza, las niñas comienzan a jugar girar la botella. Chanel hace girar la botella y ella tiene que besar a Jennifer, que Chanel se niega y Hester toma su lugar. Chanel posteriores testigos del beso entre Chanel # 3 y Sam. En la cocina, las chicas están cocinando embalaje cacahuetes cubiertos de chocolate. Sam y Jennifer vienen y dicen que todas las puertas y ventanas de la casa están bloqueados, # 1 comprueba si es verdad y la puerta que intenta abrir está bloqueado. Chanel dice que fue probablemente el asesino que hackeó el sistema de seguridad que se instala para la casa que cierra todas las puertas y ventanas. Cuando todas las luces se apagan, todas las chicas empiezan a gritar. Se encienden unas velas y # 1 habla a Chad a través del teléfono celular única de trabajo de la casa, pidiéndole que fueran a ayudarlos. También revela que ella durmió con Cathy Munsch y Denise Hemphill, por lo que ahora puede tener un peso de encima. Cuando los estudiosos Dickie Dollar llegan, traen una escalera con ellos y subir a la segunda planta y entrar en la casa rompiendo la ventana de la habitación donde Chanel está esperando por ellos. Mientras que están subiendo, Red Devil llega y decapita Caulfied, que se asusta de Chanel.
Todos ellos comienzan a jugar verdad o reto. # 1 # 5 pide «¿verdad o reto?», Y # 5 selecciones de verdad. Chanel pregunta si su vagina tiene dientes, pero Chanel # 5 se niega. Chanel sigue insistiendo en que su vagina tiene dientes, y # 5 más tarde sale de la habitación enojado. Todo el mundo es más visto bailando en el salón después de # 3 dice a Sam que ir al sótano solo como un desafío. Chanel interrumpe la charla Chad y de Hester en la cocina, y Chad le revela que Hester estaba tratando de golpear en él. Más tarde se anunció a las otras personas en la fiesta de pijamas que van a empezar a jugar siete minutos en el cielo. Ella y Chad ir primero y en el armario que ambos están de acuerdo para iniciar una relación de nuevo, y esta vez Chad será un novio leal. Cuando salen del armario, es Chanel # 5 y Roger al entrar. Todo el mundo excepto # 5 y Roger ir al sótano después de escuchar un grito, sólo para descubrir que Hester encontró el cuerpo de Sam. Esto hace Chanel para acusar a Hester de ser el asesino. Más tarde entran al armario tras oír los gritos # 5, donde se enteran de que Roger se ha disparado varias veces en la cara con la pistola de clavos por el asesino. Chanel y todos los demás empiezan diciendo que Hester y # 5 son los asesinos, hasta Chad encontró un túnel en la habitación que conecta el interior de la casa con el exterior, que el asesino puede tener un uso para entrar y salir. Sin embargo, Zayday piensa que es sospechoso que Chanel nunca mencionó los túneles secretos antes. Zayday luego dice que ella va a explorar los túneles y Chanel acepta ir con ella.
Mientras que por los túneles, Chanel revela los expresidentes que residen en la casa Kappa. Red Devil aparece con dos ejes y comienza a perseguir a ellos a través de los túneles. Zayday es atacado y acorralado, pero Chanel él / ella llama a cabo y continúan escapar. Al día siguiente por la noche, Chanel da alguna nunchakus rosa a todas las hermanas Kappa para que puedan defenderse del asesino para que no se pierden más hermanas. Las niñas comienzan a bailar, que termina con la fiesta de pijamas que no llegaron a terminar la otra noche. # 5 quiere unirse a # 1 y # baile de 3, pero # 1 no deja que ella y le dice que parar. La Red Devil es más visto observando todas las niñas a través de la ventana, que termina con el episodio.

### Beware Of Young Girls
Chanel comienza el episodio de Chanel #2 funeral con el ataúd abierto y la describe como una pequeña perra puñaladas por la espalda y tiene todo lo que se merecía, ya que salió con el Chad. Ella y Las Chanels luego probar la ouija para hablar con Chanel # 2 de la tumba. La primera pregunta que hicieron de ella era hace Chanel # 5 de la vagina tienen dientes, en el que # 2 respondió que sí, por lo que Chanel quería hacer más preguntas porque sabía que era realmente bordo her. The entonces comienza a moverse por su propia cuenta la ortografía a cabo «Chad es engañado», que Chanel luego responde con: «¡no es verdad! ¡Chad prometió! ¡Chanel # 2 está atornillando conmigo desde el más allá!» y sale corriendo de la habitación. Luego va a la habitación de Chad y lo encuentra en la cama con una cabra, que explica que es intolerante a la lactosa y entonces ella dice que no permitirá que los mensajes # 2 de interponerse entre ellos de nuevo. Los Chanels deciden ponerse en contacto con el #2 de nuevo Chanel comienza con gritándole por mentir sobre el Chad y la cabra, cuando sus amigos luego explicar que nunca ha dicho nada de una cabra. Hester luego le pregunta cuántos tampones hacer que ella tiene en su bolso, que # 2 respuestas con 9 y en ese momento sabían que ella estaba diciendo la verdad. Así Chanel le hace la pregunta que todos quieren saber, «¿Quién está matando a todos?».
La junta detalla a continuación «tú». Todo el jadeo Chanels en el pensamiento de choque que Chanel es el asesino. Ellos vienen con la idea de matarla. Chanel luego se va a la cama, pero es despertado por Chanel # 2, se le informa que las chanels van a matar a ella y cómo diablos no es divertido. Chanel luego pasa las Chanels Lo primero enfrentándose a tratar de matarla y lo estaba llevando tanto tiempo cuando le dijeron que iban a poner veneno para ratas en su prunex. Ella se ríe y dice que habría vomitado y se habría sobrevivido a su intento de asesinato y también hacerla más delgada.
Las Chanels al final del episodio Chanel luego les da Nancy Drew de aspecto de detective gorras y enormes lentes de aumento y atrapar al asesino como un equipo, después de que todos se unen de nuevo. Sabiendo que la pluma de McCarthy es demasiado tonto para ser el asesino y que hay dos asesinos, Las Chanels empezar a pensar que los asesinos son Zayday y Grace, como las matanzas comenzaron cuando los dos de ellos entraron en Kappa.

### Mommie Dearest
Como parte del plan de Chanel para demostrar que Grace y Zayday son los asesinos en serie, las Chanels dispuesta una reunión en la Casa de Kappa, donde Chanel ordenó a sus subordinados para informarle de los progresos que habían hecho en el plan. En vista de que la información recogida por las Chanels no era relevante, tormentas Chanel fuera de la habitación, citando a su padre y decirle a las Chanels que va a pagar a un profesional para desenterrar la suciedad en la Grace y Zayday. Más tarde, las Chanels todos se reúnen alrededor de Denise, deseosos de averiguar si ella había encontrado pruebas de que la Grace y Zayday son los asesinos, sin embargo, los Chanels están decepcionados al descubrir que ella no tiene nada. Encolerizado, Chanel sale de la habitación, diciendo brevemente que ella tiene una cita con el Chad y que van a tener una «noche cumplido», donde Chad y que se siente en sillas, completamente vestido, y Chad se complementa con su apariencia y personalidad mil veces. Sin embargo, en un flashback, se revela que la idea de Chanel en realidad había fallado, y Chad terminó felicitando a sí mismo, a la que Chanel lo regañó, antes de que estalló una discusión. Recordando esto, Chanel afirma que la Noche Piropo sigue siendo un «trabajo en progreso», antes de finalmente salir de la habitación.
Las Chanels y Denise descubrir el cadáver de Jennifer. Denise la sigue, solicitando el pago por el trabajo que ha hecho a Kappa Casa (aunque, en realidad, ella no hizo nada) a la que sigue Chanel para caminar, mirando sobre su hombro y decirle a Denise para llamar a los administradores de dinero de su familia, antes de bajar, con los Chanels y Denise todavía siguiente. De repente, Chanel llega a su fin, alegando que no es un terrible olor a quemado procedente del comedor. Todos ellos se precipitan hacia abajo, sólo para encontrar el cadáver de Jennifer cubierto de cera de la vela, lo que hace que todo el grito de horror. Esa noche, en el anuncio de un homenaje a Jennifer debajo de un roble de Dean Munsch, Chanel no es visto, posiblemente porque ella realmente no se preocupan por Jennifer, y la única razón por la que ella gritó cuando se encontró su cuerpo era su condición espantosa. Más tarde, Chanel se ve de nuevo en la casa Kappa, junto con dos detectives de Scotland Yard contratados, los cuales fueron contratados por ella con el fin de desenterrar la suciedad en la Gracia y Zayday. Sin embargo, cuando ambos le informan que la Grace y Zayday son inocentes y Chanel # 5 ha sido la planificación de asesinarla sin tratar de plano, Chanel es una barbaridad, hasta que uno de los detectives dice Chanel que el mismo no puede decirse de la madre de Grace, que a continuación, se revela como Betania. Contenido, Chanel, gracias a los detectives, que la mano de un archivo con los antecedentes penales de Betania antes de Chanel sale de la habitación.
Chanel y Denise charlan, En algún momento, Chanel organizó una reunión con Grace, y luego procedió a decirle la verdad sobre su madre y su relación con su padre, insultar a los dos de ellos en el proceso, antes de insultar Gracia también. Enfurecido y con lágrimas en los ojos, Grace se pone de pie, y da una palmada en la cara de Chanel sin una advertencia, asalto fuera de la habitación sin decir una palabra. Al día siguiente, cuando Chanel vuelve a casa de compras, Denise le tira a un lado, diciéndole que disculparse con Grace. Chanel es reacio al principio, pero finalmente acepta que así sea. Ella y Grace reunirse de nuevo en la cafetería de la universidad, donde Chanel le da un con leche de calabaza de especias a Grace que se tira a un lado, alegando no confiar en Chanel en absoluto. Chanel, sin embargo, es indiferente a este, y procede a pedir perdón a Grace, que acepta sus disculpas.

### Ghost Stories
Chanel es visto por primera vez en Casa Kappa, empaque su ropa con las otras Chanels y Denise, que les ayudaba. Sin embargo, se puso rápidamente en una pequeña discusión con Denise sobre el uso de una hoja de plástico que trajo, que fue detenido cuando Chanel # 3 dejó escapar un grito, informando a las chicas que estaba siendo perseguido por el fantasma de Boone. Sin embargo, poco hicieron los Chanels saben que Boone estaba vivo. Interesado por la presente, Denise decidió contarles un par de historias de fantasmas, indicando que van a estar tan asustado de los cuentos de precaución que se olvidarán de la Red Devil y el fantasma de Boone. Las historias sólo hacen los Chanels más asustado, con una tradición acerca sobre asesinos que arrebatar a las mujeres por la vagina en el baño, o asesinos que el asesinato se basa en su decisión de papel higiénico.
Miedo, Chanel dice que ella quiere ir al baño, pero gracias a las historias de fantasmas de Denise, ella ya no lo hacen. Denise se encoge de hombros, y se va a usar el baño del primer piso. Sin embargo, cuando regresa, ella informa a los Chanels que fue atacada por el asesino, que todavía está en la casa.
Luego se procede a cerrar la puerta, y le dice a los Chanels que ella no se abre hasta que alguien hace girar una historia de fantasmas. Hester le dice a una historia de fantasmas de su propia, pelea un asesino Meathook que se escapa y nunca se encontró. Nadie parece haber disfrutado de la historia. Denise, sintiéndose mucho más renovado, abre las puertas como Chanel # 5 establece que ella está dejando la casa, y se procede a hacerlo. Chanel pretende ser molesto al principio, pero cuando las tormentas # 5 fuera de la puerta, se admite que # 5 era un peso muerto.
Chanel intenta matar a Hester. Horas más tarde, Chanel # 5 vuelve con la noticia de que el diablo rojo la atacó con un Meathook, pero Chanel dice que esto se acaba reflejando el cuento de que Hester les había dicho antes sobre el asesino Meathook. Chanel # 5 sigue continuamente diatribas acerca de cómo nadie le es consolador, como Zayday todavía se lamenta la muerte de Earl Grey, que fue asesinada antes. Hester dice Chanel que ella está embarazada de Chad. Esto enfurece a Chanel y se enfrenta a Chad de él y lo amenaza de muerte. Hester revela que ella no está realmente embarazada, pero dice que todavía tendrá Chad dejarla embarazada. Enfurecida, empuja Chanel Hester por las escaleras, aparentemente rompiendo su cuello.

### Thanksgiving
En Kappa House, Chanel dice Chad que Hester no estaba realmente embarazada y que empujó a Hester por las escaleras. Siendo el necrófilo Chad es, que quiere ver el cuerpo, pero cuando Chanel le lleva a la cámara frigorífica para mostrar a él, el cuerpo no está allí. Chad sugiere que Hester no estaba realmente muerto y que ella se levantó y se alejó después de que las Chanels allí pusieron, a la que Chanel se preocupa.
Chad restricción Chanel, Más tarde ese día, el Chad toma Chanel para pasar Acción de Gracias con su familia. Cada uno de los miembros de su familia comparten una cosa que están agradecidos. Como Chanel se vuelve más y más irritado por las declaraciones arrogantes de la señora Radwell sobre ella, Hester llega de forma inesperada. Ella afirma ser de Chad «entrenador sobria», afirmando que él tiene un problema con la bebida. Una lucha sobreviene rápidamente. Chanel es entonces vista más tarde llamando a su madre, pidiendo ayuda, cuando el padre de Chad entra. Le pide a Chanel para nombrar a su precio, y ella le pregunta si él la está haciendo proposiciones. El padre de Chad explica, además, que él le va a dar un cheque de cincuenta mil dólares si se irá y no volver nunca más. Chanel, irritado por la forma en que los padres de ella y Chad tormentas tratan a cabo. A pesar de esto, sin embargo, el Radwells jugar Pictionary, y Chanel decide unirse a ellos con Hester, quien insulto. Por último, Chanel se cansa y diatribas. Ella se disculpa por intentar matar a Hester y luego se procede a contar de cada uno de los Radwells, terminando con Chad, y diciéndole que no quiere volver a hablar con él de nuevo. A continuación, las tormentas de distancia, acompañados por Hester, las dos chicas que se hicieron las paces.
Chanel en Kappa Kappa Tau cena de Acción de Gracias, Chanel y Hester vuelven a Kappa, justo a tiempo para la cena de Acción de Gracias. Sin embargo, el Chad llega poco después. Él y Chanel cosméticos, así y las Chanels #3 y #5 ir recuperar el pavo. Como Chanel destapa la Turquía, todo el mundo empieza a gritar de horror. Se puso de manifiesto que, en lugar de sostener el pavo, el plato está sosteniendo la cabeza de Gigi.

### Black Friday
Después de los acontecimientos de terror llena de Acción de Gracias, los Chanels deciden celebrar su día de fiesta a base de Chanel no favorito, el Viernes Negro. Dean Munsch trata de detenerlos en su camino, pero Chanel recuerda que ella no tiene control sobre ellos y dice que sospecha que Dean Munsch ser el asesino. Entonces se van y vienen al centro comercial.
Los Chanels están bloqueados en marcha en un centro comercial por Red Devil Pasan varias horas de compras, y por el momento se dan cuenta de esto, el centro comercial ya está desierto y las luces comenzaron a apagarse. Los Chanels están a punto de enloquecer hasta Chanel los tranquiliza y les dice que van a encontrar una salida. Sin embargo, a medida que vienen a través de la puerta principal, que está bloqueado. Chanel # 5 trata de apretar a sí misma a través de la puerta, a la que Chanel se burla de ella. Sin embargo, como # 5 vueltas alrededor, el diablo rojo aparece detrás de ella, haciendo que los Chanels gritar. Todos ellos se escaparon, con # 5 aferrándose a sí misma en # 3 con el fin de no quedarse atrás. Ya que correr por las escaleras, Chanel grita cosas ofensivas a # 5, indicando que todo lo que está pasando es culpa de ella. Cuando llegan a la primera planta del centro comercial, se dan cuenta de que hay otra Red Devil espera de ellos. Sin embargo, Chanel # 3 Puestos de una puerta abierta, y los Chanels se escapan. Chanel, sin embargo, no va con ellos, y afirma que ella se quedará atrás, porque ella es presidente de Kappa.
Dentro del centro comercial, que se burla del diablo rojo en repetidas ocasiones, pero ella termina el rodaje de Chanel en el hombro, a lo que ella cae al suelo, agitándose locamente mientras gritando y llorando de dolor. Ella comienza a arrastrarse lejos, hasta que el diablo rojo señala la ballesta hacia la cara de Chanel. Ella está a punto de apretar el gatillo cuando Denise Hemphill se presenta con otros dos policías. Ella comienza presumiendo de conseguir un nuevo empleo, pero es interrumpido cuando el diablo rojo le dispara a uno de los policías en el pecho, matándolo.
La Red Devil entonces proceden para escapar, y Chanel se toma a la seguridad. Al día siguiente, Chanel informa al resto de Kappa que ella está bien, y la herida no afectó a ninguna arteria. A continuación, afirma que es evidente que Dean Munsch es el asesino, y le dice a los demás Chanels que se maten ella.
Las Chanels y Zayday tratar de matar a Dean Musnch. Las Chanels y Grace pretendan envenenar Dean Munsch, pero fracasan. Más tarde, las Chanels intentan asesinar a Dean Munsch de nuevo, pero esta vez, Zayday viene con ellos y Grace abandona el plan. Ellos intentan congelar hasta la muerte, pero una vez más, fallan. Chanel se le ocurre un plan para el uso de cadenas para ahogar Dean Munsch. Ella le da a los otros teléfonos Kappas por lo que puede ser una señal para que ellos se reunieron en la piscina. Los otros kappa no aparecen por lo que no llegó a ahogarla. Después de Chanel se enoja y empieza a enderezar el Misiva para poner fin a todas las Missives.

### Dorkus
Pete admite a Grace que era parte de la Red Devil esquema, y asume la responsabilidad de tiro Chanel en el centro comercial.
Las chicas descubren que un repartidor de pizza estaba vestido como diablo rojo, con una bomba colocada en el traje Al día siguiente, un correo electrónico vitriolo lleno, escrito por Chanel después de que sus Kappa fracaso hermanas para ayudar a matar a Munsch, va viral después de que el diablo rojo fowards del correo electrónico a la prensa y el público comienza a girar en Chanel. Ella piensa en el suicidio, pero Zayday la convence para levantarse y reformar sus formas crueles. En ese momento, el diablo rojo irrumpe en la habitación de Chanel, pero como resulta, que era sólo una indefensa repartidor de pizza que fue atado a un chaleco de dinamita y obligado a hacerse pasar por el diablo rojo por una mujer desconocida, que Hester reivindicaciones llevaba una velo y hablando entre dientes «algo idiota». El chico de la pizza se sopla a continuación, aparte de la Kappa casa, con sus intestinos arrojando por todas las paredes. Después de la conversación de Chanel con Zayday, le dice a los demás Chanels para ir en un viaje de disculpa, empezando por Melanie Dorkus, que todavía cree que Chanel es responsable del ataque de los ácidos que la dejó permanentemente deformado. Los Chanels luego llegar a casa de Melanie por la disculpa, sin embargo Hester se queda atrás para robar el armario de Chanel y Chanel # 5 hojas para una fecha Yesca. Pues resulta que, Chanel nunca tuvo la intención de disculparse, y en su lugar, ella intenta varias veces para apuñalar a Melanie con tijeras, convencido de que ella es la asesina, debido a la descripción de una mujer que llevaba un velo y hablando entre dientes «idiota» de Hester. Ella está a punto de acabar con Melanie, cuando Grace y Zayday muestran en brazos y la dejan con el anuncio de que Hester es el diablo rojo.
Chanel y algunos de sus hermanas hablan de la destrucción de Hester. Las hermanas todos vuelven a casa Kappa, y están discutiendo qué hacer con Hester, cuando de repente, se oye un grito fuerte. Todas las chicas se agarran utensilios de cocina surtido como armamento, y poco a poco subir las escaleras a la fuente del ruido. Ellos encuentran Chanel # 5 que sale del baño, quien dice que su fecha de Yesca en realidad era falso. A partir de ahí, todos ellos entran en el armario de Chanel y encontrar un Hester angustiado tirado en el suelo con un tacón de aguja atascado en su cuenca ocular. Gracia parece notablemente más confuso, ya que estaba convencido de que Hester era de hecho el asesino, pero ahora se está cuestionando todo. En ese momento, Hester mira hacia arriba y señala con el dedo a Chanel #5, refiriéndose a ella como el asesino, y afirmando que ella fue la que la atacó.

### The Final Girl(s)
Una vez que Hester está fuera del hospital y que se recuperó de los daños causados en su ojo, ella apunta a Libby y grita que ella es el diablo rojo. Chanel y Chanel # 3 inicio a esquina Libby porque comienzan a creer que es el asesino, al igual que Denise Hemphill llega para apoyar su teoría. Grace y el objeto de Zayday, afirmando que Hester es el verdadero asesino y tienen pruebas para demostrarlo. Hester repente llega y despide a la perfección todas sus pruebas. Después de acusar # 3 y # 5 como los asesinos, Hester acusa Chanel de ser uno de los asesinos. Ella le muestra una grabación de vídeo de la ferretería de «su» carrito de las herramientas que el diablo rojo utilizado previamente para matar a la gente. Se puso de manifiesto que era en realidad sólo Hester con una peluca rubia con el fin de enmarcar Chanel, como el vídeo sólo le muestra desde la parte posterior. Ella dice que si el video no es prueba suficiente, ella tiene el recibo de la compra desde Chanel utilizó una tarjeta de crédito en su nombre, que Chanel afirma que ni siquiera poseen. Denise es entonces convencido de que Chanel estaba involucrado, por lo que la detiene también, pero no antes de sospechar Zayday. Las Chanels todos los residuos que deben tenerse en custodia, por lo que Denise llama en un montón de estríperes masculinos vestidos como oficiales de copia de seguridad, y las Chanels se ocupaban de distancia.
Las Chanels en el asilo. Durante sus estudios, Chanel arremete contra el juez, quien le dice que es la peor persona que nunca ha encontrado y que ella está loca. Poco después, Chanel, Libby, y Chanel #3 son condenados a la vida en un asilo mental. Ellos encuentran la felicidad inesperada allí; Chanel se votó por unanimidad como presidente de asilo. Los tres de ellos comen felizmente lo que quieran ya que no hay «chicos de ser flaco para».
La temporada termina con Chanel se prepara para ir a dormir. Chanel camina mirando a las personas que duermen y sonríe. Finalmente se acuesta en su cama y se tapa los ojos. Ella oye un cuchillo ser sacado de su funda, pero no le da mucha importancia. El diablo rojo aparece detrás de su cama empuñando un cuchillo. Chanel grita de terror mientras el Diablo Rojo está a punto de apuñalarla por detrás, dejando a su destino desconocido cuando termina la temporada.

### Segunda temporada
- Scream Again
- Warts and All
- Handidates
- Halloween Blues
- Chanel Pour Hommicide